# Sông Đắk Rô Man
Sông Đắk Rô Man là một con sông đổ ra Sông Đắk Drinh. Sông Đắk Rô Man chảy qua các tỉnh Kon Tum, Quảng Ngãi .
Sông có chiều dài 24 km và diện tích lưu vực là 126 km² .